# Aleksandr Pokrîșkin
Aleksandr Pokrîșkin (în rusă Александр Иванович Покрышкин; n. 6/19 martie 1913, Novo-Nikolaevsk, Imperiul Rus – d. 13 noiembrie 1985, Moscova, RSFS Rusă, URSS) a fost un as al aviației sovietic, mareșal al Forțele Aeriene Sovietice. Aleksandr Pokrîșkin a fost decorat cu medalia armatei americane Army Distinguished Service. 